# Rita y Li
Rita y Li es una película de Argentina filmada en colores dirigida por Francisco D'Intino sobre su propio guion escrito en colaboración con Héctor Grillo que se estrenó el 1 de septiembre de 2011 y que tuvo como actores principales a Julieta Ortega, Miki Kawashima,  Juan Palomino y Antonio Birabent.

## Sinopsis
En los saqueos ocurridos en diciembre de 2001 en Argentina es destruido el minimercado de una inmigrante ilegal china, que entonces comienza a trabajar en un lavadero de ropa donde construye una amistad con una inmigrante paraguaya, también ilegal.

## Reparto
- Julieta Ortega ... Rita
- Miki Kawashima ... Li
- Juan Palomino
- Antonio Birabent
- Juan Manuel Tenuta
- Enrique Dumont
- Totó López
- Azucena Carmona
- Ruben Von Der Thusen

## Palabras del director
D’Intino contó que la película se originó en una escena que presenció en un lavadero entre dos empleadas, una de origen chino y la otra peruana, y que pretendió encarar tres temas: la construcción de una amistad entre quienes vienen de dos culturas muy distintas, y se encuentran en un lugar hostil y en soledad; la fortaleza de la mujer en los momentos críticos de la vida y, por último, la feminidad, esto es cómo una mujer entiende la vida.